# 아오나미 준
아오나미 준(일본어: 蒼波 純, 2001년 6월 27일 ~ )은 일본의 배우, 아이돌, 배우이다.

## 출연 작품
- 세상의 끝 (2014)